# Torre Caja Madrid
Torre Caja Madrid (częściej nazywany jako Torre Repsol) – wieżowiec w Madrycie, stolicy Hiszpanii, zlokalizowany w strefie Cuatro Torres Business Area. Jego wysokość wynosi 250 m, ma 45 kondygnacji. Jest to najwyższy wieżowiec w Hiszpanii.
Wieżowiec jest zaledwie o 89 cm wyższy niż sąsiadujący z nim wieżowiec Torre de Cristal.
Budynek zaprojektowany przez sir Normana Fostera został otwarty w 2008 r.
Pierwotnie wieżowiec miał nosić nazwę Torre Repsol i miał być główną siedzibą Repsol, przedsiębiorstwa zajmującego się przetwórstwem ropy naftowej i gazu ziemnego. W trakcie budowy Repsol podjął decyzję o zmianie lokalizacji głównej siedziby i sprzedał budynek instytucji finansowej Caja Madrid, która nabyła go w sierpniu 2007 za 815 milionów euro.